# R-30 Bulava
R-30 Bulava (ryska: P-30 Булава, NATO-rapporteringsnamn: SS-NX-30) är en rysk ballistisk robot byggd för att bäras av nästa generation ryska strategiska ubåtar i klassen Projekt 955 Borej.
Bulava är baserad på den ryska landbaserade roboten RT-2UTTKh men är lättare och mer sofistikerad. Roboten är som RT-2UTTKh skyddad mot antiballistisk robotar.
Roboten har under de senaste åren genomgått flera tester. Dock har flera av dessa varit motgångar och förseningar har tillkommit i programmet.
Bulava var planerad att tas i bruk redan 2008 på Rysslands senaste atomubåt i Borei-klassen. Tekniska problem och ett antal misslyckade robottester har dock försenat detta. Roboten togs officiellt i tjänst i juni 2018 efter ha utfört ca 30 uppskjutningstester med varierande resultat. Först efter tester där flera robotar avfyrades på samma gång med godkänt resultat godtog den ryska marinen slutligen robotsystemet.
Roboten har för närvarande 6 kärnstridsspetsar med möjligheter för upp till 10 stycken i framtiden.